# Luis Roldán López
Luis Roldán López (Albacete, 17 de marzo de 2003) es un futbolista español que juega como centrocampista en el Atlético Albacete de la Tercera Federación.

## Trayectoria
Nacido en Albacete, se une al fútbol base del Albacete Balompié en 2015 procedente de la EF Albacer. El 15 de septiembre de 2020 se marcha a La Fábrica del Real Madrid para jugar en el Juvenil "B", aunque regresa al Albacete Balompié en verano del año siguiente para jugar en su filial en la Tercera Federación.
Logra debutar con el primer equipo el 27 de mayo de 2023 al entrar como suplente en la segunda mitad de una victoria por 2-1 frente al CD Mirandés en la Segunda División.

## Clubes
Actualizado al último partido disputado el 27 de mayo de 2023.
| Club              | País   | Año       | Partidos | Goles |
| ----------------- | ------ | --------- | -------- | ----- |
| Atlético Albacete | España | 2021-act. | 50       | 0     |
| Albacete Balompié | España | 2023-act. | 1        | 0     |